# Thiên hà xoắn ốc hoàn mỹ

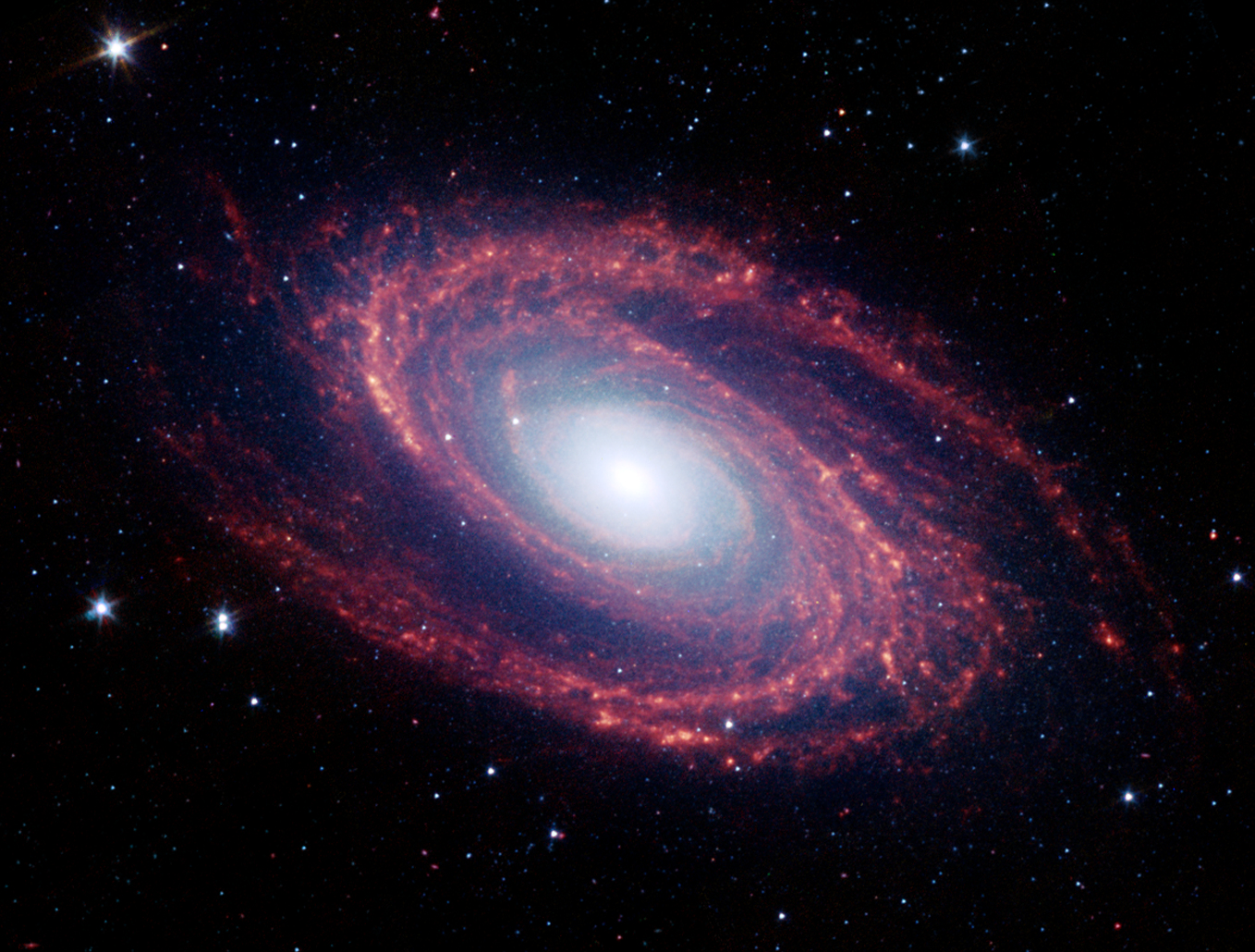
Hình ảnh của Messier 81, một thiên hà xoắn ốc hoàn mỹ

Thiên hà xoắn ốc hoàn mỹ (tiếng Anh: grand design spiral galaxy) là tên của một loại thiên hà xoắn ốc có những nhánh xoắn ốc nổi bật và dễ dàng nhìn thấy. Trái ngược vối cấu trúc đa nhánh xoắn ốc và xoắn ốc kết cụm có các đặc điểm về cấu trúc tinh tế hơn. Các nhánh xoắn ốc của kiểu thiên hà này thì rõ ràng, không mờ nhạt và mở rộng khắp thiên hà gần như là ở mọi radian của cung tròn. Ta có thể quan sát chúng ở một phần lớn của bán kính thiên hà. Vào năm 2002, xấp xỉ 10 phần trăm của toàn bộ thiên hà xoắn ốc mà ta biết được phân loại vào loại thiên hà này, bao gồm M51, M74, M81, M83, and M101..